# Inspektion der Infanterieschulen
Die Inspektion der Infanterieschulen war eine militärische Behörde der Preußischen Armee.

## Geschichte
Die Inspektion wurde am 28. Februar 1872 durch AKO gebildet und hatte ihren Sitz in Berlin. Ihr waren die Militär-Turnanstalt in Berlin, die Infanterie-Schießschule in Spandau-Ruhleben, die Unteroffizierschulen in Biebrich (später in Wetzlar), Ettlingen, Jülich, Marienwerder, Potsdam, Treptow und Weißenfels, die Unteroffiziervorschulen in Annaburg, Bartenstein, Ellwangen, Greifenberg, Jena (seit 1917 in Frankenstein und Mölln), Jülich (seit 1916 in Biebrich), Neubreisach (seit 1910 in Sigmaringen), Weilburg und Wohlau sowie die Militär-Knaben-Erziehungsanstalt Annaburg unterstellt.
Die Inspektion wurde von einem Inspekteur angeführt, der den Rang und die Gebührnisse eines Brigadekommandeurs innehatte. Er war zugleich militärischer Direktor der Militär-Turnanstalt und dem Kriegsminister unterstellt.
Nach dem Ersten Weltkrieg mussten aufgrund des Friedensvertrages von Versailles (Artikel 176) neben den Kriegsakademien auch die verschiedenen Militärschulen für Offiziere, Offiziersaspiranten, Kadetten, Unteroffiziere oder Unteroffizierschüler geschlossen werden. Daher wurde die Inspektion zum 10. März 1920 aufgelöst.

## Inspekteure
| Dienstgrad                   | Name                       | Datum                                                                           |
| ---------------------------- | -------------------------- | ------------------------------------------------------------------------------- |
| Oberst/Generalmajor          | Ludwig von Kloeden         | 16. März 1872 bis 4. Februar 1878                                               |
| Oberst/Generalmajor          | Hermann von Görne          | 05. Februar 1878 bis 13. Mai 1881                                               |
| Oberst/Generalmajor          | Albrecht von Sanitz        | 14. Mai 1881 bis 17. Januar 1887                                                |
| Generalmajor                 | Julius von Bergmann        | 18. Januar 1887 bis 14. Dezember 1888                                           |
| Generalmajor                 | Eduard von Jena            | 15. Dezember 1888 bis 15. Mai 1891                                              |
| Oberst                       | Eduard von Müller          | 16. Mai 1891 bis 28. März 1892 (mit der Wahrnehmung der Geschäfte beauftragt)   |
| Generalmajor                 | Eduard von Müller          | 29. März 1892 bis 17. April 1893                                                |
| Oberst/Generalmajor          | Franz von Pfuhlstein       | 18. April bis 13. September 1893 (mit der Wahrnehmung der Geschäfte beauftragt) |
| Generalmajor                 | Franz von Pfuhlstein       | 14. September 1893 bis 21. März 1895                                            |
| Oberst/Generalmajor          | Ernst von Bernuth          | 22. März 1895 bis 17. August 1896                                               |
| Generalmajor/Generalleutnant | Ferdinand von Hartmann     | 12. September 1896 bis 9. April 1900                                            |
| Generalmajor                 | Konrad von Goßler          | 18. April bis 15. Juni 1900                                                     |
| Generalmajor                 | Wilhelm von Uslar          | 20. November 1900 bis 17. August 1902                                           |
| Oberst/Generalmajor          | Thilo von Tresckow         | 18. August 1902 bis 26. Januar 1905                                             |
| Oberst/Generalmajor          | Dedo von Schenck           | 27. Januar 1905 bis 4. März 1908                                                |
| Generalmajor                 | Alfred von Strubberg       | 05. März 1908 bis 6. Juli 1909                                                  |
| Generalmajor                 | Hermann von Wartenberg     | 07. Juli 1909 bis 3. April 1911                                                 |
| Generalmajor                 | Arnold von Winckler        | 04. April 1911 bis 30. September 1912                                           |
| Generalmajor                 | Richard Herhudt von Rohden | 01. Oktober 1912 bis 1. August 1914                                             |
| Oberst                       | Engelbert von dem Busch    | 02. Juni 1915 bis 19. Januar 1919                                               |
| Generalmajor                 | Ulrich Hoffmann            | 20. Januar 1919 bis 2. März 1920                                                |